# 近江国庁跡

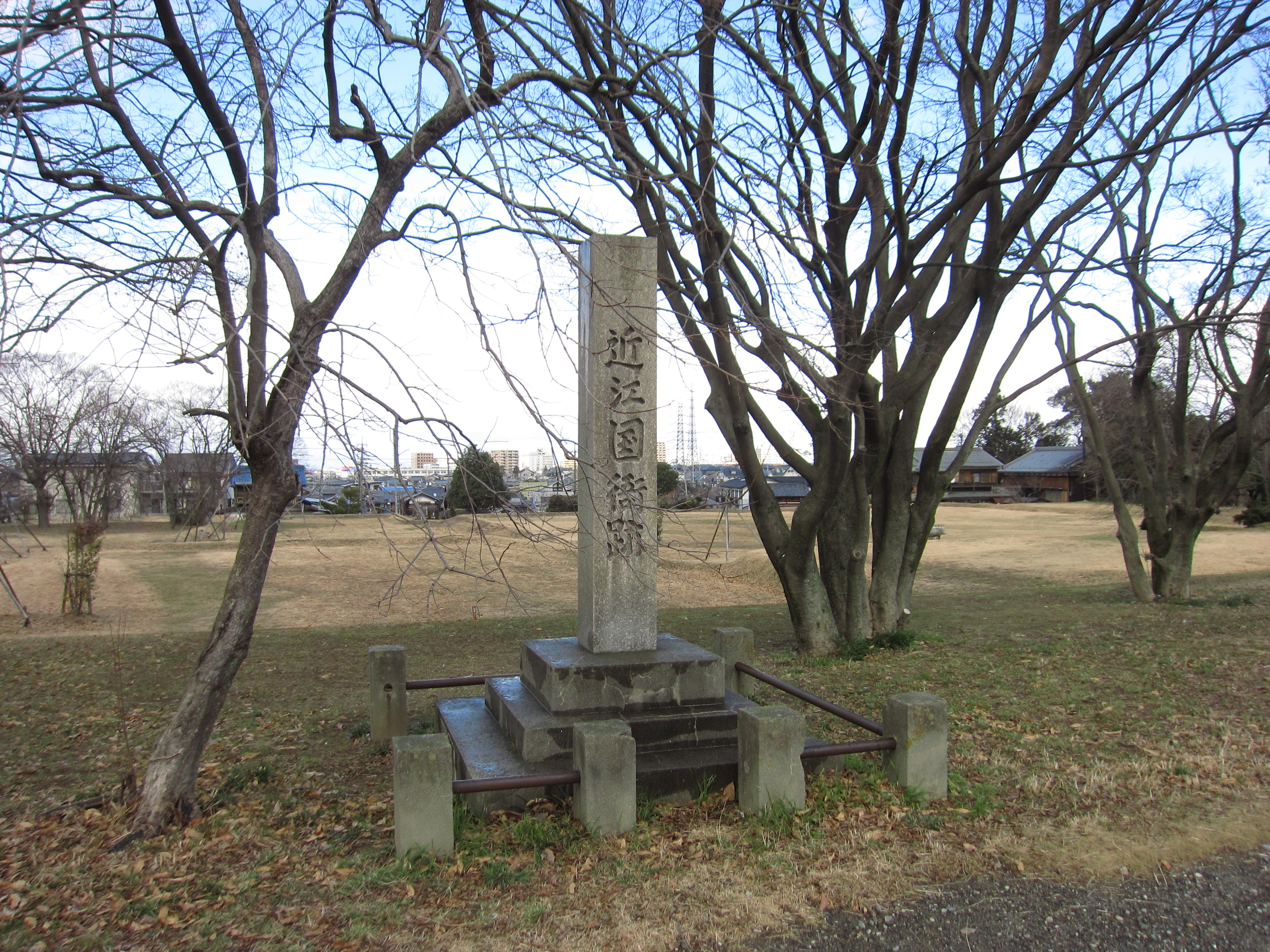
石碑

近江国庁跡（おうみこくちょうあと、三大寺遺跡）は、滋賀県大津市大江三丁目・大江六丁目・三大寺に所在する、律令制下の地方行政機関の施設跡である。国の史跡に指定されている（史跡「近江国府跡」のうち）。

## 発掘前
1935年（昭和10年）に、近江国府は栗太郡瀬田町大江（現在の大津市大江三丁目）付近であると、歴史地理学者によって学会誌に発表された。それまでは、全国的にも国庁の実態はほとんど不明であり、近江国庁の具体的位置や構造も詳細不明で『和名抄』や『拾芥抄』（しゅうがいしょう）によって栗本（太）郡内にあったことが知られる程度であった。

## 発掘結果
その発表を裏付けたのは、1963年（昭和38年）と1965年（昭和40年）の発掘調査で、近江国庁の中枢部が確認された。国府の広さは8町から9町四方で、その南端中央部に国庁があり、東西2町・南北3町であったと推測されている。国庁地区の中心部には四方を築地（ついじ）塀で囲まれた内郭（政庁）がある。東西72.8メートル（240尺＝3分の2町）、南北は推定109メートル（360尺＝1町）である。この政庁の建物は瓦積基壇からなる4軒の瓦葺きの建物で、国庁の中軸線を中心に左右対称に配置されていた。基壇の上に東西7間（23.1メートル）、南北5間（15.0メートル）と推定される正殿の前殿があり、その後に南北を1間分小さくしたような正殿の後殿があり、廊が付けられている。前殿の両側には南北に長く延びる東西の脇殿が配置されている。基壇の規模は南北48.5メートル、東西9.2メートルである。この脇殿も前殿と廊で結ばれている。
この政庁の遺構は前後2時期に区分される。前期は奈良時代中頃、後期は同時代末から平安時代初期以降である。そして、10世紀末頃までは存続したと考えられている。
この近江国庁の政庁の発掘調査によって、地方行政機関の中枢部の様子が明らかにされ、その構造が中央政庁の平城宮の大極殿や朝堂院などの構造に似ており、また、共通する機能を持っていることも明らかになった。この後、近江国庁跡を参考にしながら、各国の国府の推定地や政庁の構造・変遷が明らかになりつつある。

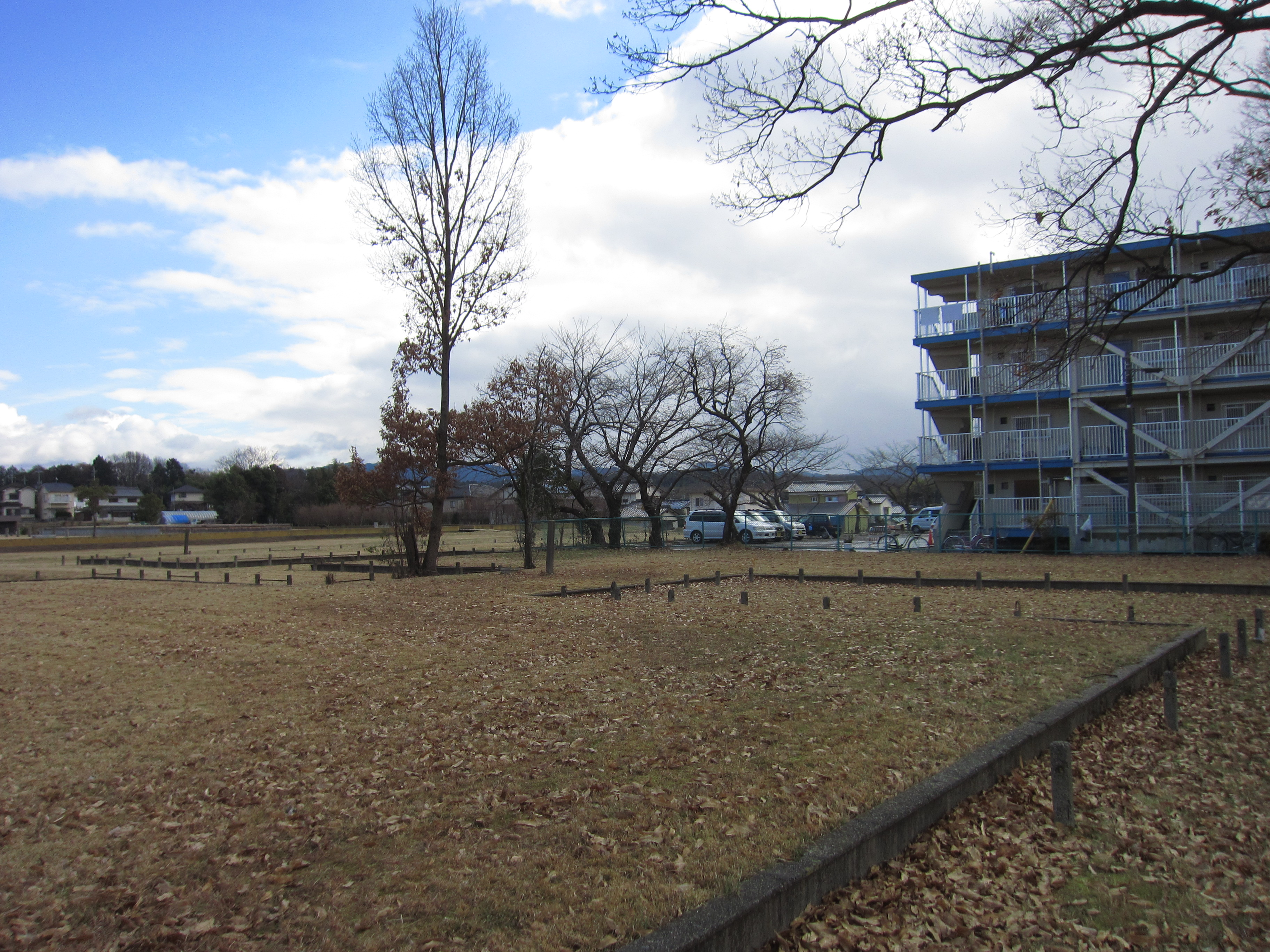
国庁跡 左手前に後殿、右奥に前殿。
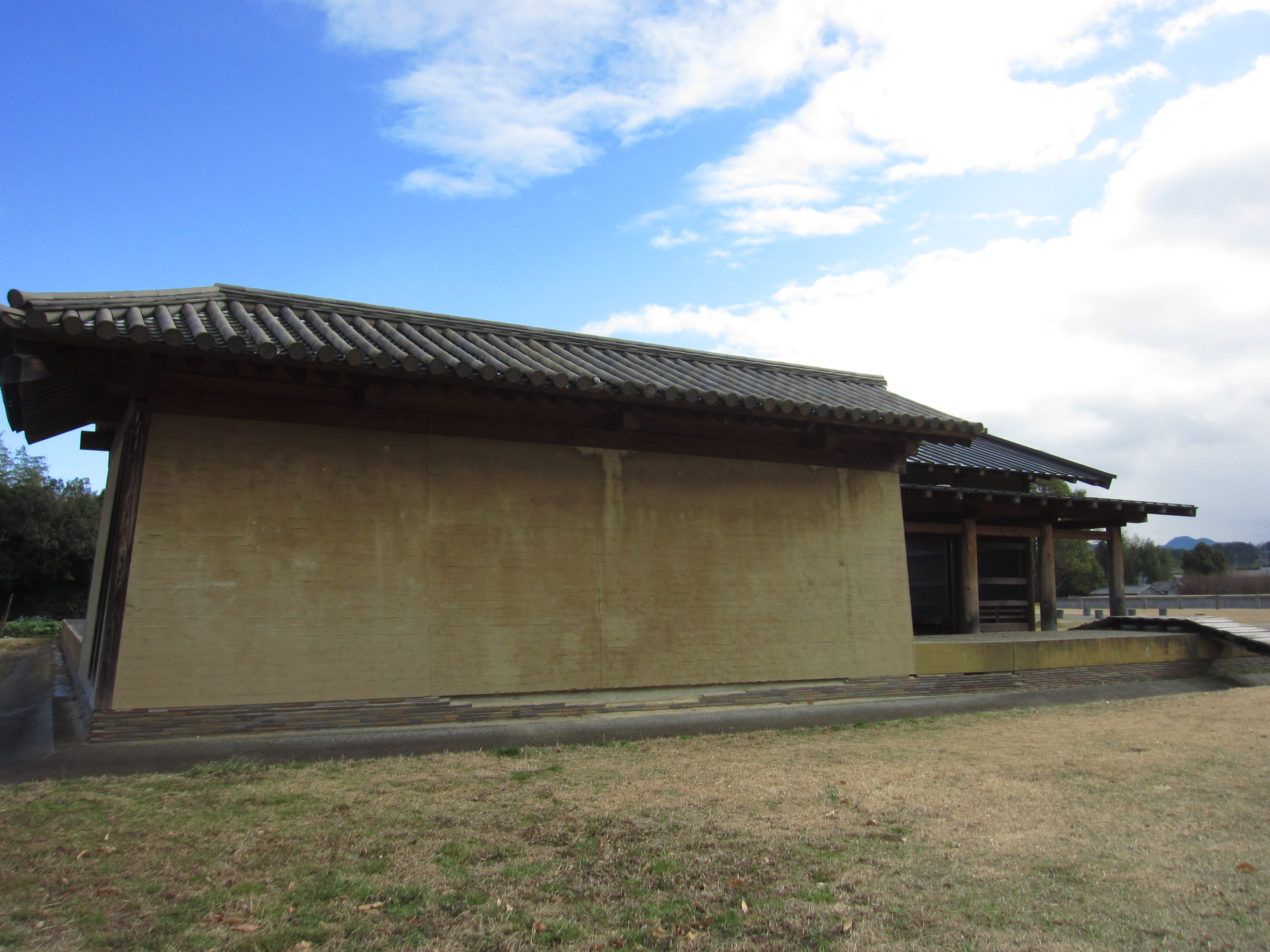
築地（復元）
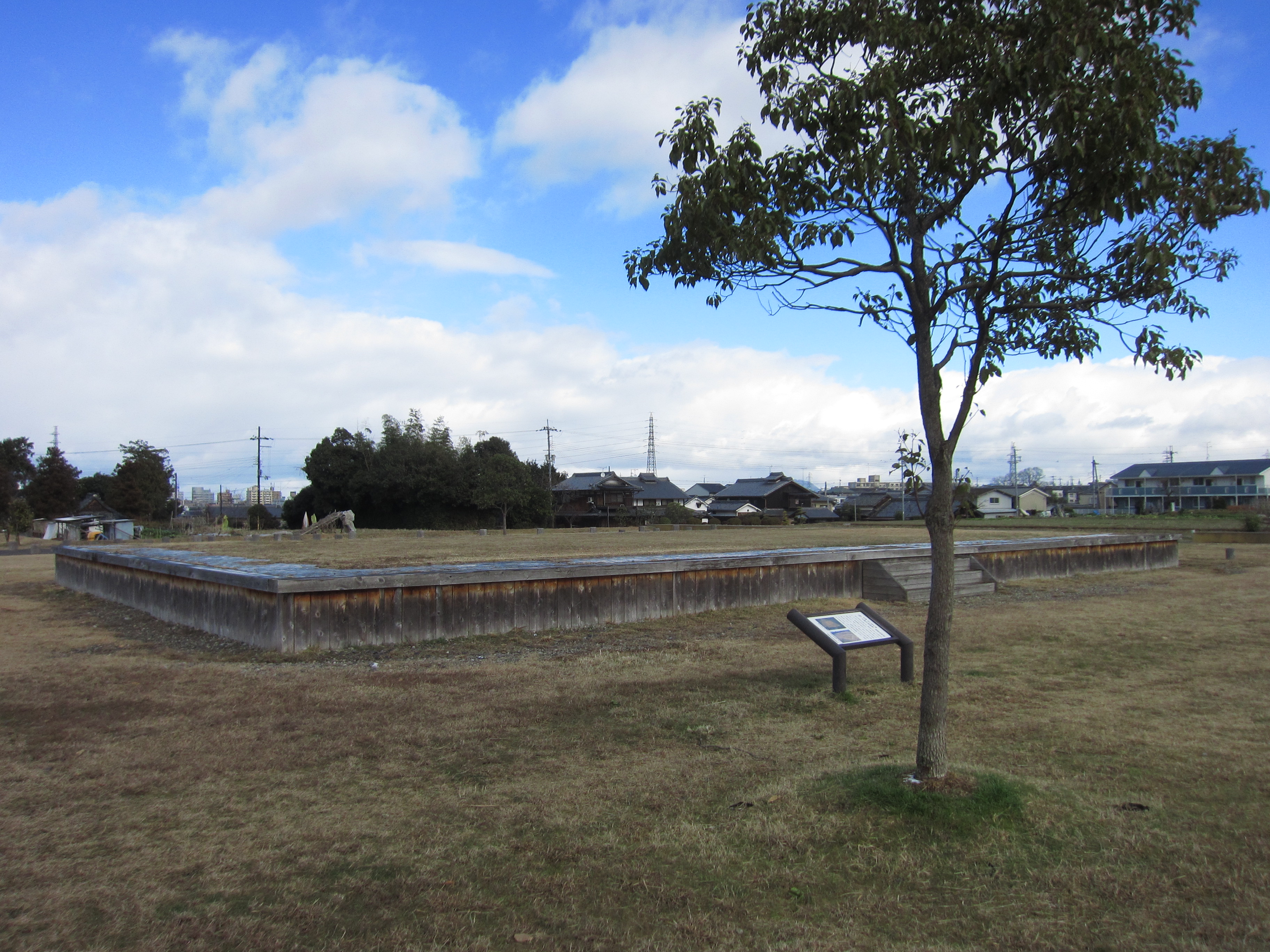
木製基壇（復元）
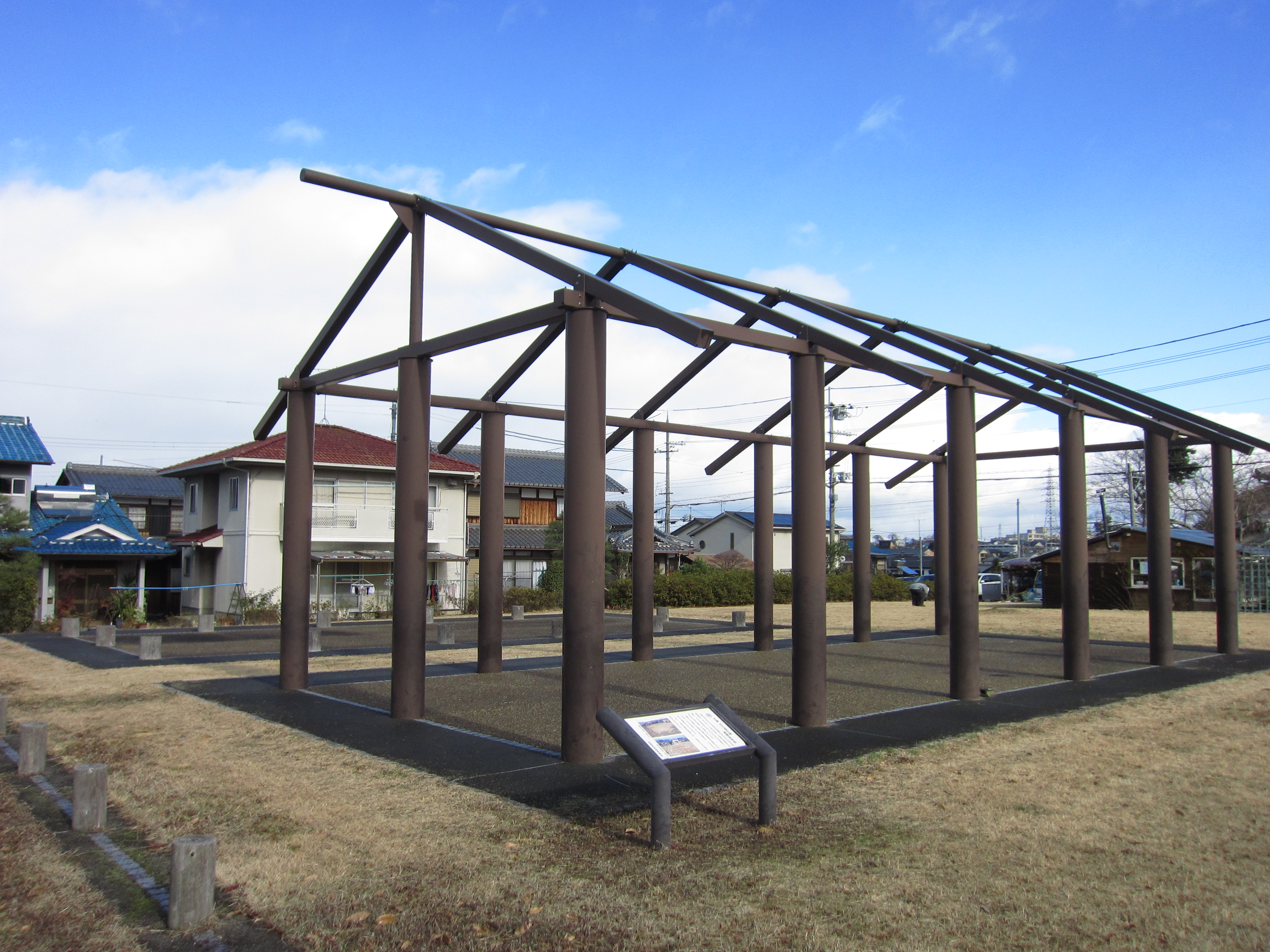
掘立柱建物跡